# メンフィス・ベル

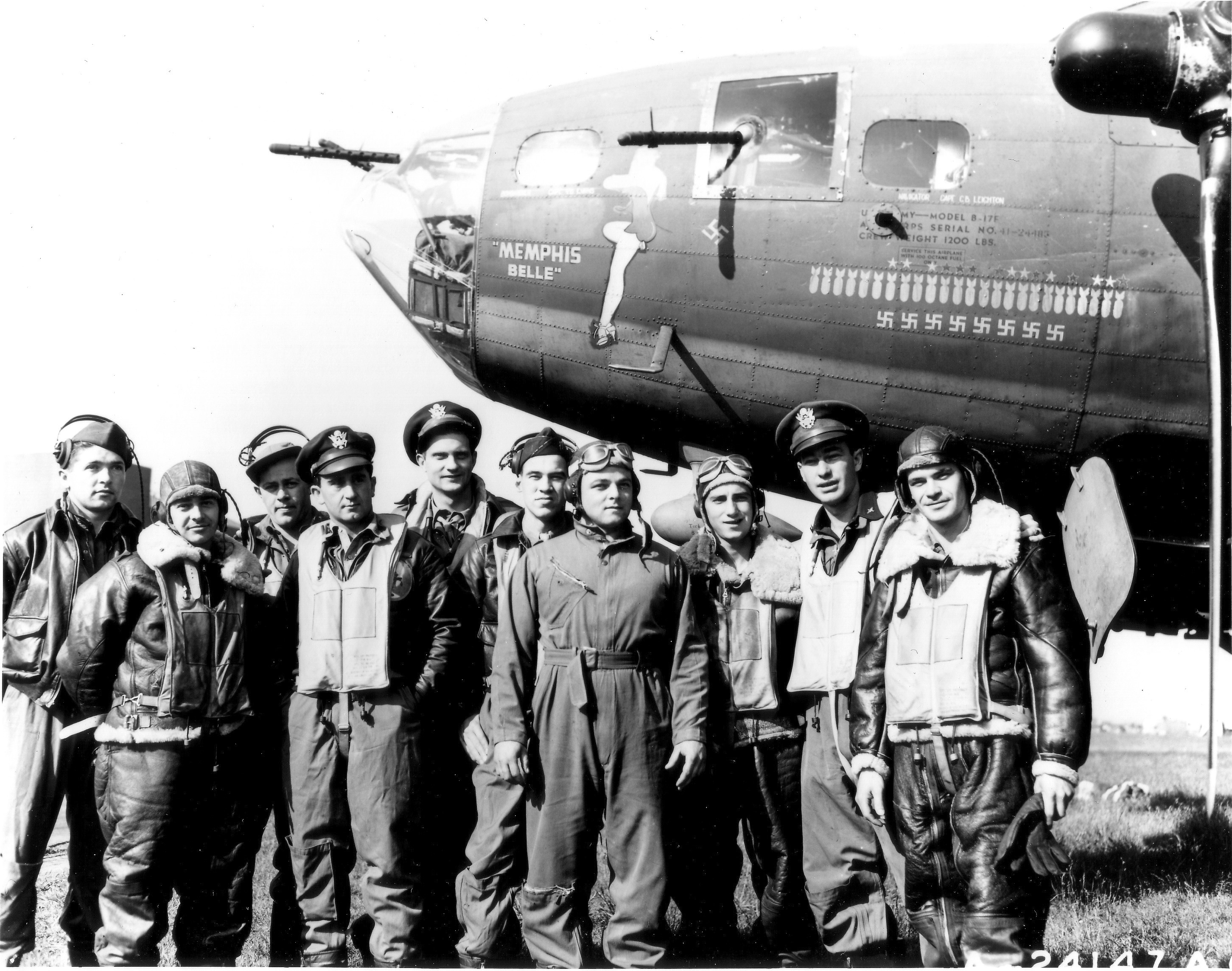
「メンフィス・ベル」と乗組員

メンフィス・ベル（Memphis Belle）は、B-17F-10-BOフライングフォートレス爆撃機の1機。また、1944年に制作されたアメリカ合衆国のドキュメンタリー映画（1944年4月5日公開）、ならびに同作品を元にして製作された1990年公開のイギリス映画のタイトル名でもある。

## 概要

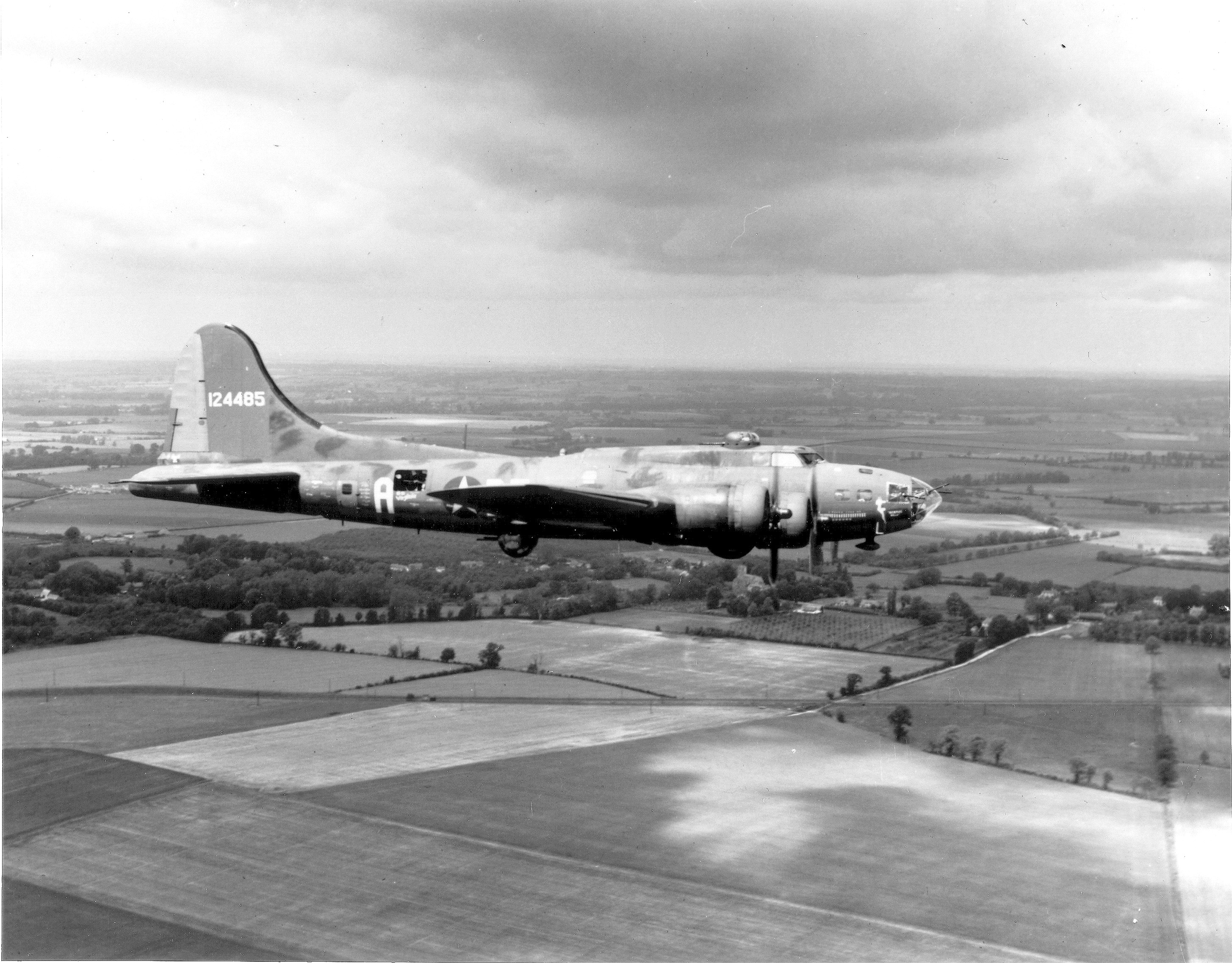
1943年撮影

第二次世界大戦中、イギリスに駐留し、ドイツに対する昼間爆撃を任務としていたアメリカ第8空軍では、25回の出撃を達成した爆撃機の搭乗員は帰国できることになっていた。この25回達成を広報として利用するため、陸軍少佐として従軍していた映画監督のウィリアム・ワイラーをイギリスに派遣した。撮影準備中に第303爆撃航空群第358爆撃飛行隊のB-17F-25-BO「ヘルズ・エンジェルス」号（機体番号41-24577、製造番号3262）が25回を達成してしまったため、第91爆撃航空群第324爆撃飛行隊に所属していたB-17F-10-BO「メンフィス・ベル」号（ 機体番号41-24485、製造番号3170）が撮影に使われることになった（実質的には、「デルタ・レヴェル 2」号が25回を達成した最初の機体だとされる）。
「メンフィス・ベル」号が25回の出撃を達成したのは、1943年5月17日のことである。搭乗員は英国王ジョージ6世の参列する式典に参加し、6月6日に凱旋帰国、戦意高揚と戦時国債の販売促進のため全米を巡った。なお、全ての乗員が「メンフィス・ベル」号で全25回の任務を遂行したわけではなく、機長のモーガン大尉は20回、副操縦士のヴァーニス大尉は1回しかメンフィス・ベル号で出撃していない。

## 戦績
メンフィス・ベル号は、イギリス東アングリアのバッシングボーンを拠点として、1942年11月7日から1943年5月19日まで滞在した。最初の任務は、フランスのブレストにあるUボート基地への爆撃であった。最後の任務はドイツのキール軍港への爆撃で、25回の爆撃目的地内訳は、フランス18回、ドイツ6回、オランダ1回であった。内、グループ・リーダー（機首に描かれた赤い星）として7回、ウイング・リーダー（機首に描かれた黄色の星）として8回飛行している。
ノーズに描かれた撃墜マーク（ハーケンクロイツ）は8個であり、各銃座にもそれぞれ描かれている。

## 搭乗員
- 機長：ロバート・“ボブ”・モーガン(Robert K. Morgan)大尉
- 副操縦士：ジェームズ・“ジム”・ヴェリーニス(James A. Verinis)大尉
- 上部旋回銃手兼航空機関士：ハロルド・ロッホ(Harold P. Loch)技能軍曹
- 航法士：チャールス・レイトン(Charles A. Leighton)大尉
- 通信士：ロバート・“ボブ”・ハンソン(Robert J. Hanson)技能軍曹
- 爆撃手：ヴィンセント・“ヴィンス”・エヴァンズ(Vincent B. Evans)大尉
- 右側面銃手：ガシマー・“トニー”・ナスター(Gasimer A. Nastal)軍曹
- 左側面銃手：クラレンス・“ビル”・ウィンチェル(Clarence E. Winchell)軍曹
- 尾部銃手：ジョン・クインラン(John P. Quinlan)軍曹
- 下部旋回銃手：セシル・スコット(Cecil H. Scott)軍曹

当時23歳だった機長のロバート・モーガンは、アメリカ巡回の後、B-29のパイロットとして再び戦場に戻っている。戦後は日本の軍事イベント主催者の招聘で来日したことがある。

## 愛称の由来
ロバート・モーガン大尉は第91爆撃航空群はワシントン州で訓練を実施している際、親戚に会いに来たメンフィス在住のマーガレット・ポーク（Margaret Polk）という女性と知り合い交際し始めた。当初大尉はB-17F-10-BOに、ポークが大尉のペットにつけた「リトル・ワン」という名称をつけようと考えたが、ヴェリーニス大尉と2人で「Lady for a Night」という映画を鑑賞したとき、作中に「メンフィス・ベル」という名のボートが登場したことから、メンフィス在住のマーガレット・ポークになぞらえて、メンフィス・ベルと名付けられた。
ノーズアートは、当時流行したカレンダーのマスコットガールであったペティガールズで、機種右側は赤い水着、左側は青い水着が描かれていた。描画したのは、当時第91爆撃航空群にいたトニー・スターシャである。

## その後のメンフィス・ベル
ヨーロッパ戦線から戻ったメンフィス・ベル号は、フロリダ州タンパにあった第915爆撃飛行隊において訓練機として使用された後、オクラホマ州アルタスに事実上の廃棄処分となっていた。
これを知った当時のメンフィス市長ウォルター・チャンドラーは軍と交渉して、1945年8月25日にメンフィス・ベル号を350ドルで購入した。1946年3月にテネシー州メンフィス市に引き渡されたものの、州兵航空隊基地の格納庫に保管され続け腐食がすすんだ。
このような状況の中で、1972年、メンフィス・ベル号を保存しようと「メンフィス・ベル・メモリアル財団」が設立された。この時の市長で、ウォルター・チャンドラーの息子でもあったワイエス・チャンドラーは、メンフィス・ベル号を一度米空軍博物館に返却し、すぐ借りるという手続きを行い保存運動に貢献した。
しかし、保存運動は一向に進まず、1986年にアメリカ空軍博物館は返却を要求、これに対して保存運動がすすみ、1986年夏に50万ドルの募金が集まり外観、内部ともにレストアされ、「メンフィス・ベル・パビリオン」に展示された。
ノーズアートは、トニー・スターシャの甥によって描き直されている。

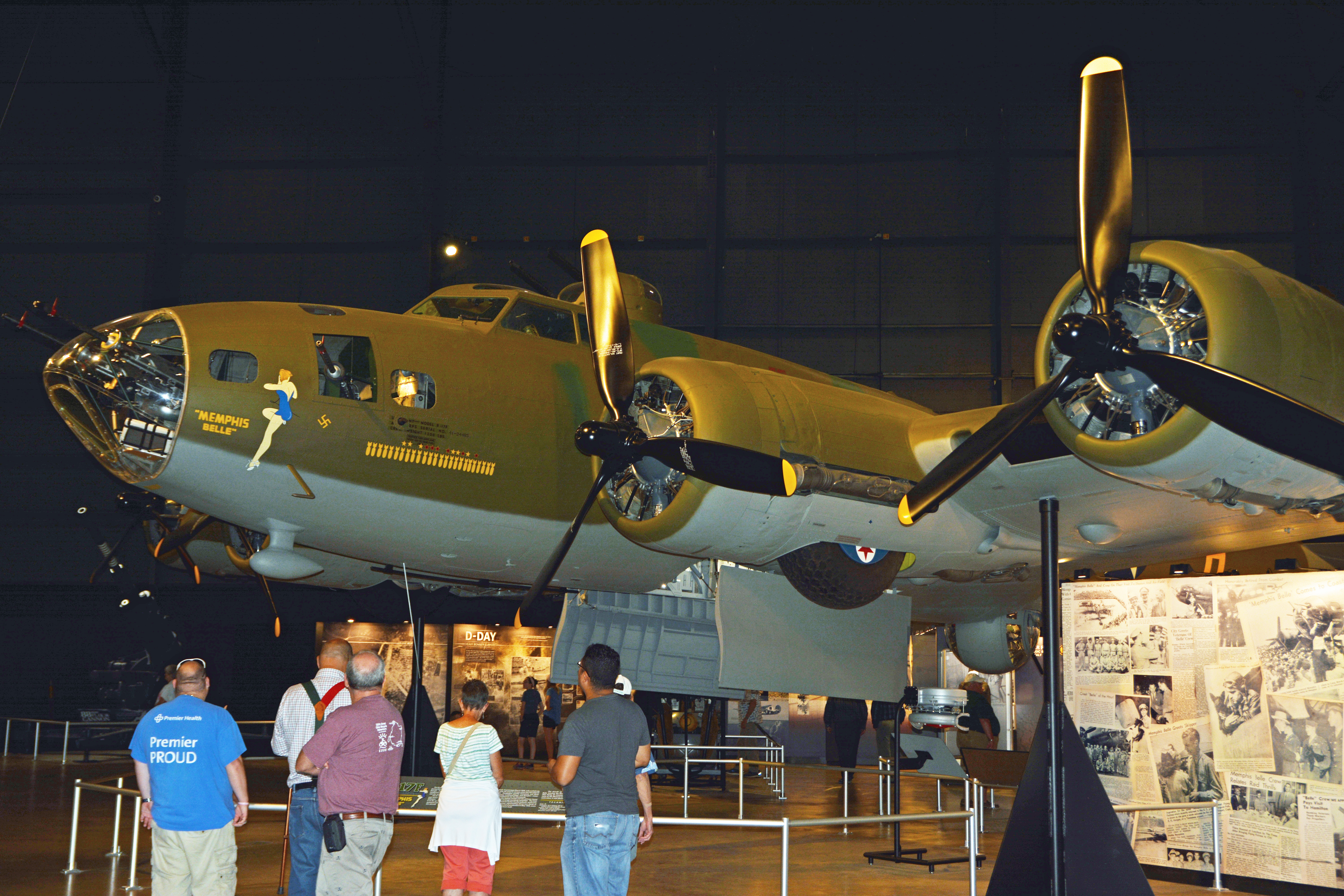
博物館で展示されるメンフィス・ベル

## 映画

### 1944年版
アメリカ合衆国のドキュメンタリー映画。原題「Memphis Belle: A Story of a Flying Fortress」。ウィリアム・ワイラー監督。ワイラー自らが爆撃機に乗り込んで爆撃や空中戦シーンを撮影した。撮影時にはB-24D-15-CO（41-23983号機）に乗って撮影していたカメラマンのハロルド・J・タンネンバウム中尉（Harold J. Tannenbaum、本来は写真偵察員）が乗機を撃墜され死亡している。